# 傅勇
傅勇（1960年—），山西崞县人，中国人民解放军少将。

## 生平
傅勇曾经任南京军区第1集团军某摩步旅旅长、第1集团军副参谋长。2010年升任第1集团军副军长。2011年，挂职担任中国人民解放军海军东海舰队副参谋长，并于2011年7月晋升少将军衔。2014年升任南京军区副参谋长，成为正军级。2016年，傅勇出任东部战区陆军副司令员。

## 家庭
- 父：傅全有，中国人民解放军上将，曾任中国人民解放军总参谋长[1][2]。